# Paw Paw Tunnel
Der Paw Paw Tunnel ist ein 950 m langer Schiffstunnel des Chesapeake and Ohio Kanals (C&O) im Allegany County in Maryland. Der Tunnel befindet sich in der Nähe von Paw Paw in West Virginia und wurde von 1836 bis 1850 gebaut, um eine knapp zehn Kilometer lange Flussstrecke des Potomac Rivers abzukürzen, in der der Fluss fünf Schleifen bildet. Der Ort, die Schleifen und der Tunnel tragen den Namen des Pawpaw-Baums, auch bekannt als Indianerbanane, der an den Hängen der Umgebung üppig wächst.

## Geschichte
Der Tunnel wurde in den Jahren 1836 bis 1850 von der Chesapeake and Ohio Canal Company gebaut. Ursprünglich waren nur zwei Jahre für den Bau vorgesehen und die Kosten für den Bau auf 33.500 US-Dollar veranschlagt, was bei weitem nicht ausreichte. Der Vortrieb begann von beiden Seiten aus, weiters wurden vier vertikale Schächte von oben abgeteuft, die der Belüftung und dem Abtransport des Abraums dienten. Die anfänglich angeheuerten irischen Bauarbeiter hatten wenig Erfahrung mit dem Tunnelbau, weshalb englische Maurer und Bergleute aus England und Wales dazu geholt wurden. In der ethnisch gemischten Bauarbeiterschaft kam es aber zu Spannungen, welche handfeste Schlägereien und Ausschreitungen zur Folge hatten. Der Tunnel wurde am 3. Juni 1840 durchschlagen, doch ab 1841 ruhten die Bauarbeiten, weil der Bauunternehmer Lee Montgomery den Vertrag auflöste. Es war zuvor zu massiven Kostenüberschreitungen gekommen, welche die Kanalgesellschaft beinahe zahlungsunfähig gemacht hatten. Die Arbeiten wurden danach an McCulloch and Day vergeben, die sie ab 1848 fortsetzten. Es wurde der Leinpfad fertiggestellt, sodass der Tunnel 1850 dem Verkehr übergeben werden konnte. Die Ausmauerung des Tunnels mit bis zu fünf Lagen Ziegelsteinen wurde erst später fertiggestellt.